# Андреев день
Андре́ев день — день в народном календаре славян, приходящийся на 30 ноября (13 декабря).
Название происходит от имени апостола Андрея Первозванного. День является одним из праздников, начинающих зимний праздничный цикл, в католической традиции считается началом предрождественского поста. Ночь накануне является временем девичьего гадания — считалось, что девушкам и юношам в ночь на Андрея являются образы их суженых. В этот день слушали воду и делали вывод о погоде на всю зиму.

## Другие названия дня
рус. Андрей Первозванный, Андрей Осенний; бел. Андросы, Андрэйкі, Андрэй; укр. День Андрія, Калита-Андрій; серб. Андријевдан, Полазни дан, Мечкин дан, Мечкодава, Зверовни дан; словен. Andrej, Andraž, Jandrevo; болг. Андреевден, Мечкинден; пол. Andrzejki.

## Обряды и поверья
В ночь под Андрея существовал обычай гадать на женихов. Прежде всего, старались вызвать вещий сон, в котором девушка должна была увидеть своего суженого: ставили под кровать миску с водой, под подушку клали немного кутьи, зеркало, нож, мужскую шапку или щепку, вырванную из забора понравившегося парня. Чтобы увидеть своего суженого, девушки сеяли семена льна в горшочек с землёй, а потом читали над ним «Отче наш»: девять раз стоя, девять раз опустившись на колени и девять раз сидя. После этого читали специальный заговор: «Святый Андрею, я на тебя лён сею, дай же мне знать, за кем я буду тот лён рвать». Такой горшок ставили под кровать.
В Белоруссии в этот день высевали семена конопли или льна рядом с колодцем, родником или возле дома. Такое высевание было неслучайным — весною 15 (28) апреля, также в день Андрея, в белорусском Полесье обычно сеяли коноплю (в других местах — 17 [30] апреля). Результаты этого занятия ощущаются осенью и как бы объединяют общим делом двух тёзок. Само действие гадания — посев — носило явно символический характер: как засеянное должно взойти, так и загаданное должно сбыться в недалёком будущем — «Святой Андрей, я коноплю сею, дай мне знать, с кем буду я рвать». Чтобы загаданное сбылось, девчата накануне целый день постились и избегали разговоров. Если все брошенные семена прорастали весной — это обещало счастливый брак, если всходы были редкими — ожидалось безрадостное замужество, если семена совсем не всходили — это считалось признаком смерти.
Веронику называли «андреевой травой», считалось, что свитая в венок, эта трава помогает защититься от Беса. По народному поверью, девушки, думая о милых дружках, держали при себе веронику: «с ней поведёшься — желанного не потеряешь».
На украинском Полесье — Калита, праздник юношей. На Калитянских вечерницах происходят инициации парней — их принимают в компанию юношей. Молодые парни прыгают к Калите — ритуальному хлебу (его выпекают исключительно девушки) и откусывают кусок. После этого «новички» угощают всю компанию. Теперь они могут участвовать в вечеринках с девушками, ходить на свидания, на покос, выполнять всю мужскую работу, свататься и жениться.
По карпатским представлениям, ночь накануне Андреева дня — время разгула нечистой силы, когда ведьмы отбирают у коров молоко. Чтобы защитить скот, гуцулы в восточной Словакии жгли в эту ночь на возвышении «андреевские костры».
В этот день воду «наслушивали». Утром на реке рубили прорубь и, прежде чем зачерпнуть воды, опускались на колени на краю проруби, прижимались ухом ко льду и слушали. Верили, что если вода шумная, то надо ждать метели, стужи. Если вода тихая, то зима будет тихой, хорошей. Результат сверяют с тем, что дал Юрьев день.
Начиная с Андреева дня вступают в силу запреты (действующие до Нового года или Крещения) на все виды ткаческих работ, мотание ниток, чтобы «звери не мотались около загонов», снование вне дома. У сербов период от Андреева дня до Нового года называется несновица. По болгарским поверьям, с Андреева дня день начинает увеличиваться «на одно просяное зернышко» и все вокруг наедрява (то есть увеличивается, прибавляет в росте, размере). Изредка к Андрееву дню бывает приурочен ритуал прихода в дом первого посетителя — мужчины или мальчика (см. Полазник).

## Поговорки и приметы
- На Андрея Первозванного ходят ночью к рекам и озёрам подслушивать воду: тихая вода — к хорошей ровной зиме; шумная — к стужам, бурям и метелям[20].
- Багряная заря с Парамонова дня на Андреев — будут сильные ветра[21].
- На Андрея снится девицам надежда (укр. На Андрія сниться дівицям надія)[22].
- Я, святой Андрей, конопельки сею, дай же Боже знать, с кем свадьбу играть (укр. Я, святий Андрію, конопельки сію, дай же, Боже, знати, з ким весілля грати)[23].
- Со св. Андрея у баб работа — пряжа (пол. Na święty Jędrzej szukają baby przędzy)[24].